# Neverwinter Nights (AOL)
Neverwinter Nights je prva grafička MMORPG igra autora Dona Daglowa i Cathryn Matagne, koja se je vrtila na serverima America Online-a (AOL) od 1991. do 1997. godine. Nakon Neverwinter Nightsa slijedilo je još uspješnih MMORPG igri kao što su Ultima Online (1997 - danas), Everquest (1999 - danas) i World of Warcraft (2004 - danas).
2008. godine na 59. Technology & Engineering Emmy Awards-u Neverwinter Nights je dobio priznanje uz Everquest i World of Warcraft kao igra koja je doprinijela razvoju MMORPG žanra.

## Razvoj Neverwinter Nightsa
U razvoju Neverwinter Nightsa sudjelovali su AOL, Stormfront Studios, Strategic Simulations i TSR.
Don Daglow i Stormfront Studios počinju 1987. godine raditi s AOL-om online igre kako tekstualne tako i grafičke. AOL je u to vrijeme bio online servis za Commodore 64 računala pod imenom Quantum Link, sa samo nekoliko tisuća korisnika. Online grafičke igre u kasnim osamdesetima su bile jako ograničene brzinom tadašnjih modema jer su morale podržavati brzinu od minimalno 300 bitova u sekundi (bit/s).
1989. Stormfront Studios počinje raditi sa Strategic Simulations-om na Dungeons & Dragons igri koja bi koristila Golden Box engine koji je već prije korišten 1988. godine na RPG igri Pool of Radiance. Kroz nekoliko mjeseci dolaze do zaključka da je tehnološki izvedivo kombiniranje Golden Box engina i online elemenata za kreaciju online grafičke RPG igre. Sve prijašnje online igre tog žanra bile su tekstualne.
Nakon nekoliko sastanaka u San Franciscu i Las Vegasu sa Steve Caseom i Kathi McHugh iz AOL-a, Jim Wardom iz TSR i Chuck Kroegelom iz Strategic Simulationsa, Don Daglow i programer Cathryn Matagne uspijevaju uvjeriti ostala tri partnera u izvedivost projekta. Steve Case je odobrio financiranje Neverwinter Nightsa i 18 mjeseci kasnije u ožujku 1991. Neverwinter Nights je bio online na serverima AOL-a. 

## Cijena igranja
Igranje Neverwinter Nightsa je koštalo 6.00$ dolara po satu na AOL serverima. Ali kako je s vremenom cijena internetske veze padala, a korisnička baza Neverwinter Nightsa rasla kao i brzina servera, polako je i cijena igranja padala. Sistem plaćanja po satu je trajao od 1991. do jeseni 1996. kada je AOL uveo flat-rate sistem koji je trajao sve do srpnja 1997. godine kada je igra maknuta s AOL servera.
Do srpnja 1997. Neverwinter Nights je imao korisničku bazu od 115000 igrača.

## Poveznice
- MMORPG

## Vanjske poveznice
- The Original Neverwinter Nights  Arhivirana inačica izvorne stranice od 27. lipnja 2021. (Wayback Machine)
- YouTube: Neverwinter Nights (AOL/Stormfront,1991) gameplay video